# 설화수
설화수는 아모레퍼시픽에서 출시된 대한민국의 화장품 브랜드이다. 설화(雪花)는 눈 속에서 피어난 매화라는 뜻이다. 한방 원료를 주 원료로 사용하는 브랜드로 현대적인 피부 과학과 접목 시킨 제품을 출시하고 있다.

## 주요 제품
- 윤조에센스:스킨케어 첫 단계에 사용하는 안티에이징 에센스로서 한방원료 5가지로 구성된 자음단이 주 원료다.[2]

- 자음생크림:피부탄력을 개선하는 안티에이징 크림으로서 고려인삼 뿌리와 꽃을 원료로 한다.[3]

- 진설아이크림:피부노화를 개선하는 한방 안티에이징 크림으로서 적송을 주 원료로 한다.[4]